# Roudenhaff (kanton Echternach)
Roudenhaff – mała miejscowość (lieu-dit) we wschodnim Luksemburgu, w kantonie Echternach, w gminie Echternach. Do 3 października 2015 gmina leżała w dystrykcie Grevenmacher. 